# Cabañas de la Sagra
Cabañas de la Sagra – gmina w Hiszpanii, w prowincji Toledo, w Kastylii-La Mancha, o powierzchni 16,52 km². W 2011 roku gmina liczyła 1932 mieszkańców.